# Барилович Роман Романович
Барилович Роман Романович (18.11.1876, Київ — після 1945) — вчитель, український громадський діяч на Амурщині та в Маньчжурії. 
Походив з родини відомого українського священика. У 1896 році закінчив Київську духовну семінарію, у 1901 — юридичний факультет Дерптського університету, у 1904 — два курси Київського політехнічного інституту.
Брав участь у російсько-японській війні, був прапорщиком і командиром кінно-полювальної команди. До 1914 року працював агентом матеріальної служби Привісленської залізниці у Варшаві, чиновником Ставропольської контрольної палати. До 1917 року працював у м. Рені та Одеському головному складі Південно-Західньої залізниці. До 1922 року був секретарем Амурського переселенського району, інструктором Амурського обласного земства, головою Амурської Української Обласної Ради.
Від 1923 року жив у Харбіні, де спочатку заробляв приватними уроками математики та музики. У 1931—1933 роках був завідувачем російської початкової школи в Цицикарі. Від 1934 року викладав у ліцеї Св. Миколая в Харбіні. Був одним з активних учасників українського громадського життя в Харбіні, за політичними переконаннями — гетьманець. Від 1922 року був секретарем комітету з будівництва української церкви в Харбіні.
У 1923—1924 роках брав активну участь у боротьбі з більшовиками, які захопили провід Українським клубом. Був одним з організаторів (1926) та в 1920–30-х роках — секретарем товариства «Січ». 15 листопада 1933 року на установчих зборах Української Учительської спілки був обраний до складу її правління. 7 березня 1934 року був обраний членом шкільної комісії Української учительської спілки, займався організацією української школи. Був одним з ініціаторів створення Українського союзу хліборобів-державників у Харбіні (березень 1934). У серпні 1934 року був обраний завідуючим господарством Українського комітету допомоги потерпілим від повені.
Був активним учасником Української Національної Громади та товариства «Просвіта» у Харбіні. Був одним з організаторів та активним членом Української Національної Колонії (1935—1945). Член її організаційної комісії (листопад 1934), 12 травня 1935 року — представник від товариства «Січ» та секретар установчої конференції УНК. На початку 1939 року підтримував голову УНК Ю. Роя. 29 січня 1939 року був обраний членом (головою?) ревізійної комісії УНК. Станом на жовтень 1939 року фактично вийшов зі складу комісії, виступав в опозиції до проводу УНК на чолі з М. Нетребенком. У 1944—1945 роках був членом Ради Старшин УНК. Заарештований у 1945 році після захоплення Маньчжурії радянськими військами та вивезений до СРСР, де ймовірно загинув у сталінських таборах.